# Reivo
Reivo är ett naturreservat i Arvidsjaurs kommun i Norrbottens län.
Området är naturskyddat sedan 1997 och är 93,7 kvadratkilometer stort. Reservatet omfattar flera höjder, som Storliden, och sjöar, bäckar och myrar däremellan. Reservatet består främst av urskog, med ett mindre område som brann 1996.[källa behövs]
Över tre kvadratkilometer i Reivo brann 1966.
I naturreservatet ligger bland annat sjöarna Norra och Södra Reivo.
Reservatet är prioriterat av Naturvårdsverket för att bli nationalpark.

## Bildgalleri

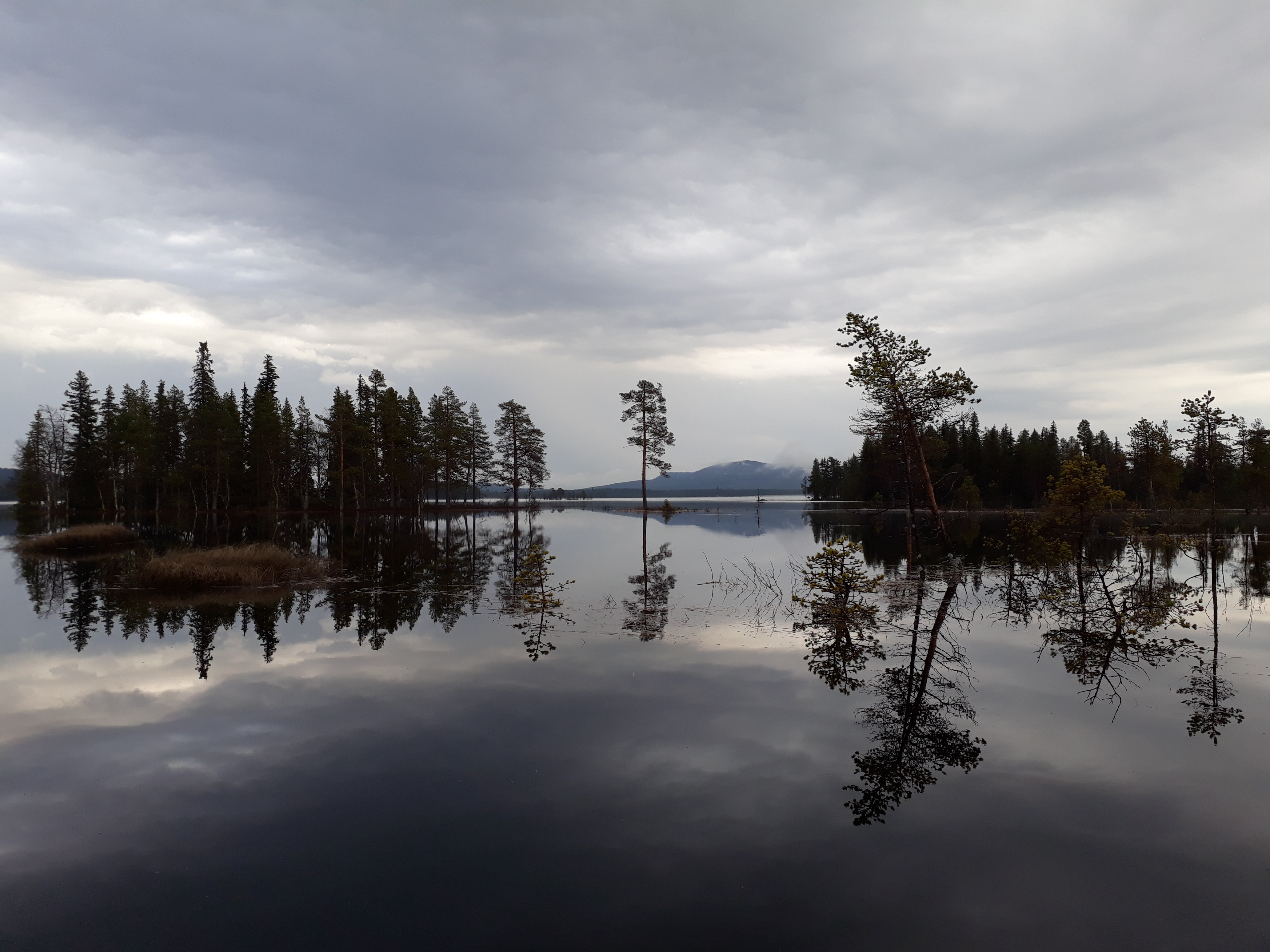
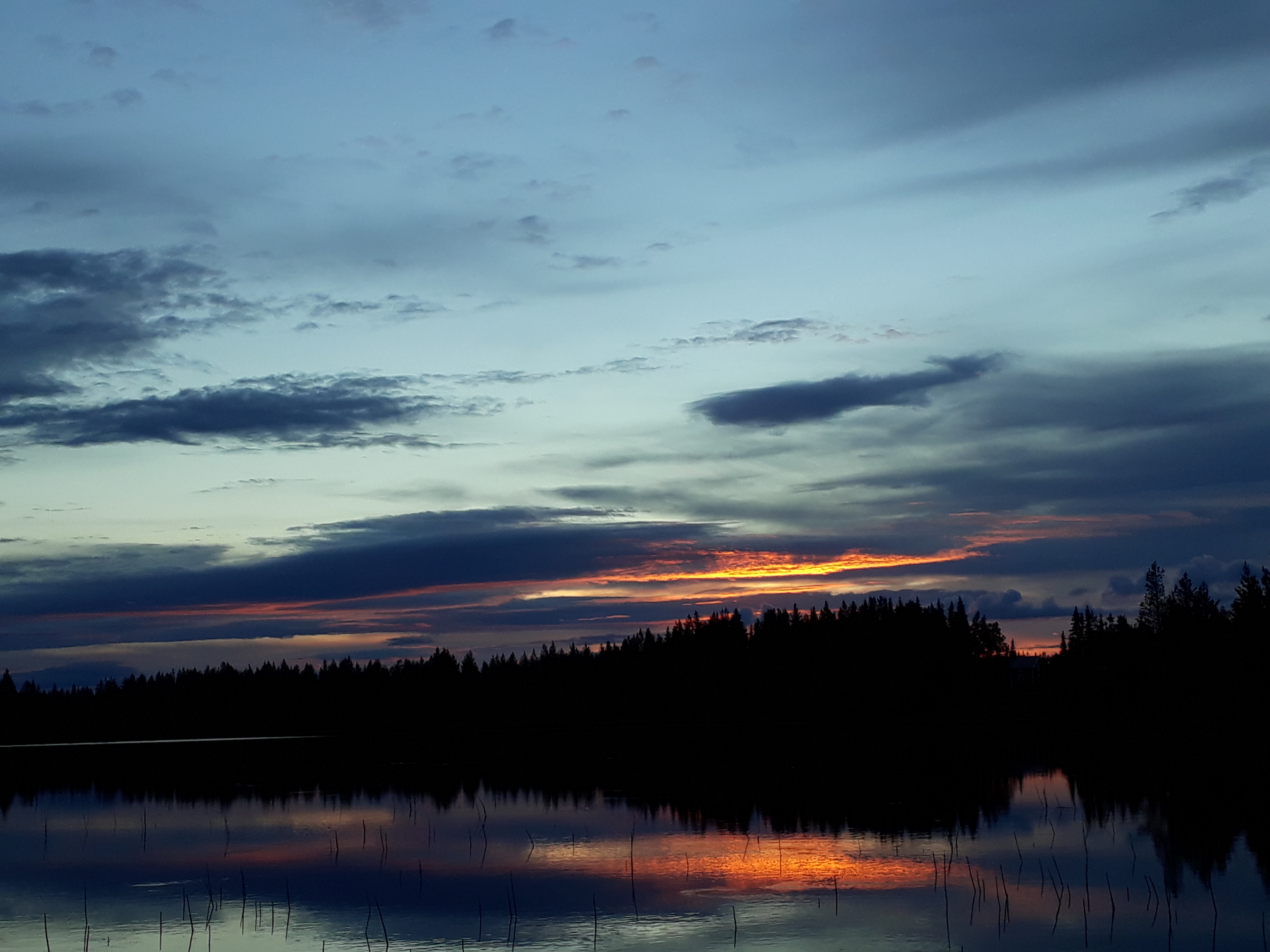
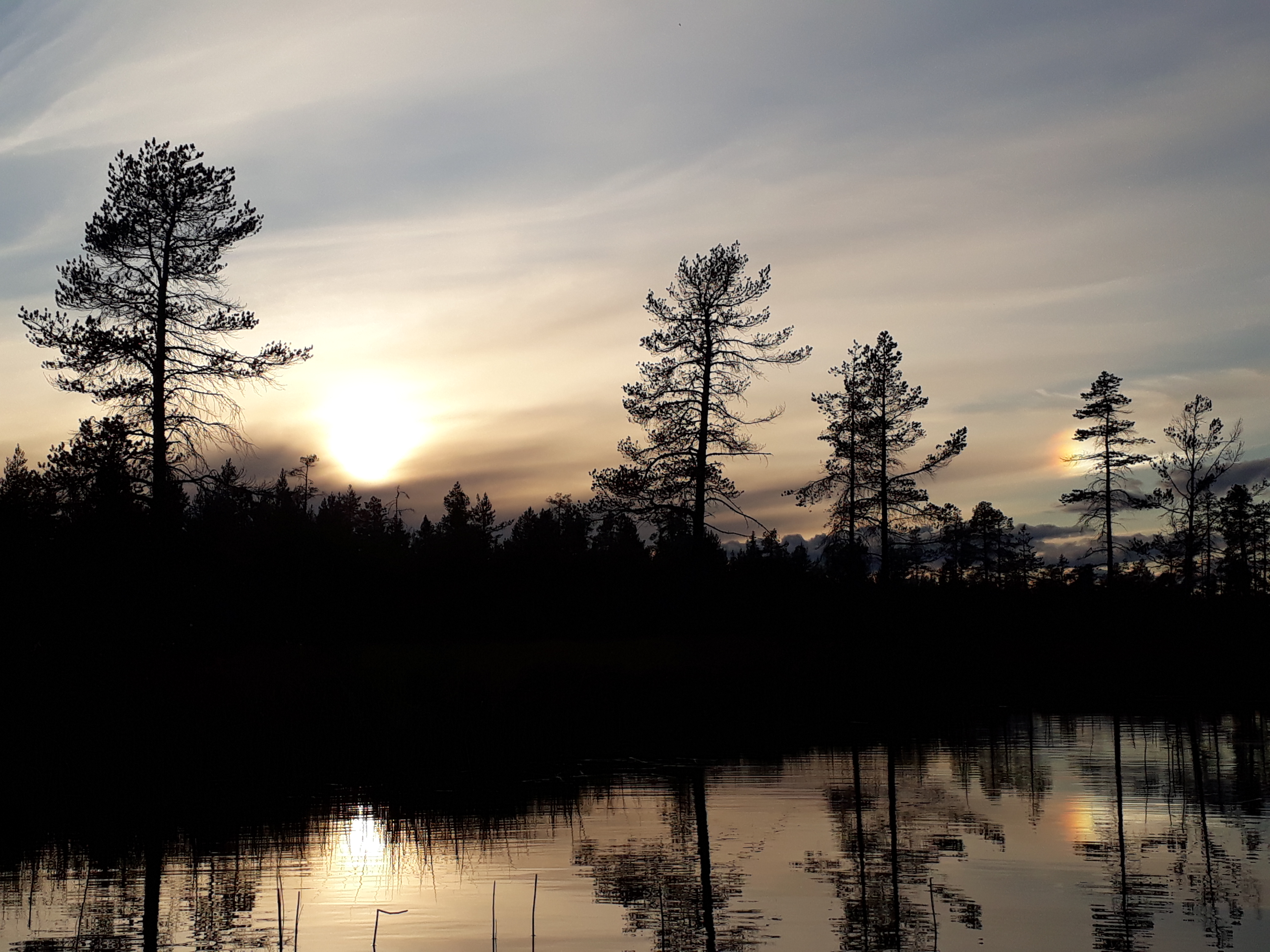